# Усенков, Артур Владимирович
Артур Владимирович Усенков (14 октября 1935 — 27 августа 2015) — генеральный директор ОАО «Рособщемаш», лауреат Ленинской премии. Генерал-майор. Академик Российской академии космонавтики им. К. Э. Циолковского (2003). Участвовал в разработке и принятии на вооружение стратегических ракетных комплексов РВСН и ВМФ.

## Биография
Родился в с. Головчино Могилевского района Могилевской области (Белоруссия).
Окончил Пиревичскую среднюю школу (1953) и Высшее военно-морское училище в Пушкине (1958).
Служил в ракетных войсках. С 1968 г. — в ГУЭРВ: старший офицер отдела, с 1970 г. — заместитель начальника отдела, с мая 1976 г. — заместитель начальника 1-го Управления.
С декабря 1978 г. — зам. командующего по ракетному вооружению — главный инженер Винницкой ракетной армии, с августа 1979 г. — член Военного совета ракетной армии.
В ноябре 1984 г. прикомандирован к Министерству общего машиностроения СССР с оставлением на военной службе: начальник 7-го Главного управления, с 1987 г. — заместитель министра.
С октября 1991 в запасе.
С 1992 г. вице-президент АО «РОСОБЩЕМАШ», с 1994 г. генеральный директор АО "Корпорация «РОСОБЩЕМАШ», председатель совета директоров Международной космической корпорации «КОСМОТРАС».
Похоронен в Москве, на Троекуровском кладбище участок 10вк

## Награды
- Лауреат Ленинской премии (1990) и Премии Правительства Российской Федерации (2004).
- Награждён орденами Красной Звезды (1968, 1980), Знак Почёта (1999) и медалями.